# سفیدگون‌های آبی (سرده)
سفیدگون‌های آبی (سرده) (نام علمی: Micromesistius) نام یک سرده از تیره روغن‌ماهیان است.